# Martin-Paul Samba
Pour les articles homonymes, voir Samba.
Martin-Paul Samba (né Mebenga m'Ebono vers 1875 et mort le 8 août 1914) était un officier militaire Bulu pendant la période coloniale impériale allemande du Cameroun. M'Ebono est devenu favori des coloniaux allemands lors de son éducation à Kribi, une colonie côtière du sud du Cameroun. Il a été envoyé en Allemagne en 1891 pour entrer à l'Académie militaire allemande ; il a été baptisé Martin-Paul Samba à l'étranger. Après avoir obtenu son diplôme, Samba est retourné au Cameroun et a accompagné les expéditions militaires allemandes à travers la colonie. 
Samba a démissionné de son affectation en 1902 et est entré dans une entreprise privée à Ebolowa. Il a commencé à comploter un soulèvement contre les Allemands. Il a secrètement contacté les forces britanniques et françaises pour obtenir des armes, mais une de ces lettres a été interceptée. Les forces allemandes l'ont arrêté et accusé de haute trahison. Samba est exécuté le 8 août 1914. Aujourd'hui, de nombreux historiens camerounais considèrent Samba comme l'un des premiers héros et nationalistes du Cameroun Sa mémoire est commémorée par une statue à Ebolowa. 

## Enfance et collaboration allemande
Mebenga m'Ebono est né vers 1875 dans un village connu sous le nom de Metoutou-Engong, près d'Ebolowa dans ce qui est aujourd'hui la Région du Sud du Cameroun. Il était membre du clan Yemeyema du groupe ethnique Bulu . Mebenga est orphelin depuis bébé et c’est son oncle, Oban Ebono, qui l’a pris sous sa garde. En 1885, Ebono a envoyé Mebenga pour être élevé par Banoho Issamba, un homme de Batanga qui avait pris de l'importance en tant que commerçant dans la colonie côtière de Kribi. Mebenga y a passé le reste de son enfance. 
Le jeune Mebenga est devenu un favori des colons allemands qui vivaient à Kribi. Il entre au service de l'explorateur allemand Curt von Morgen, qu'il accompagne lors des expéditions débutant en 1889. Deux ans plus tard, von Morgen a payé pour ses études en Allemagne. 
Mebenga entra à l'Académie militaire allemande, où il reçut le nom de Samba. En novembre de cette année, il a été baptisé Martin-Paul. Samba est diplômé en 1894 avec le grade de capitaine. 
Samba retourne au Kamerun la même année. Pendant les sept années suivantes, il a accompagné des expéditions allemandes sous le commandement de Hans Dominik pour explorer l'arrière-pays de Kamerun et subjuguer la résistance indigène. Samba participe à des actions contre les colonies de Bati et Tibati et contre plusieurs villages Ngila et Limba. Le peuple de Samba vient le voir pour le retourner contre l'occupant. En 1902, il démissionne de sa commission pour devenir un homme d'affaires à Ebolowa.

## Samba le rebelle

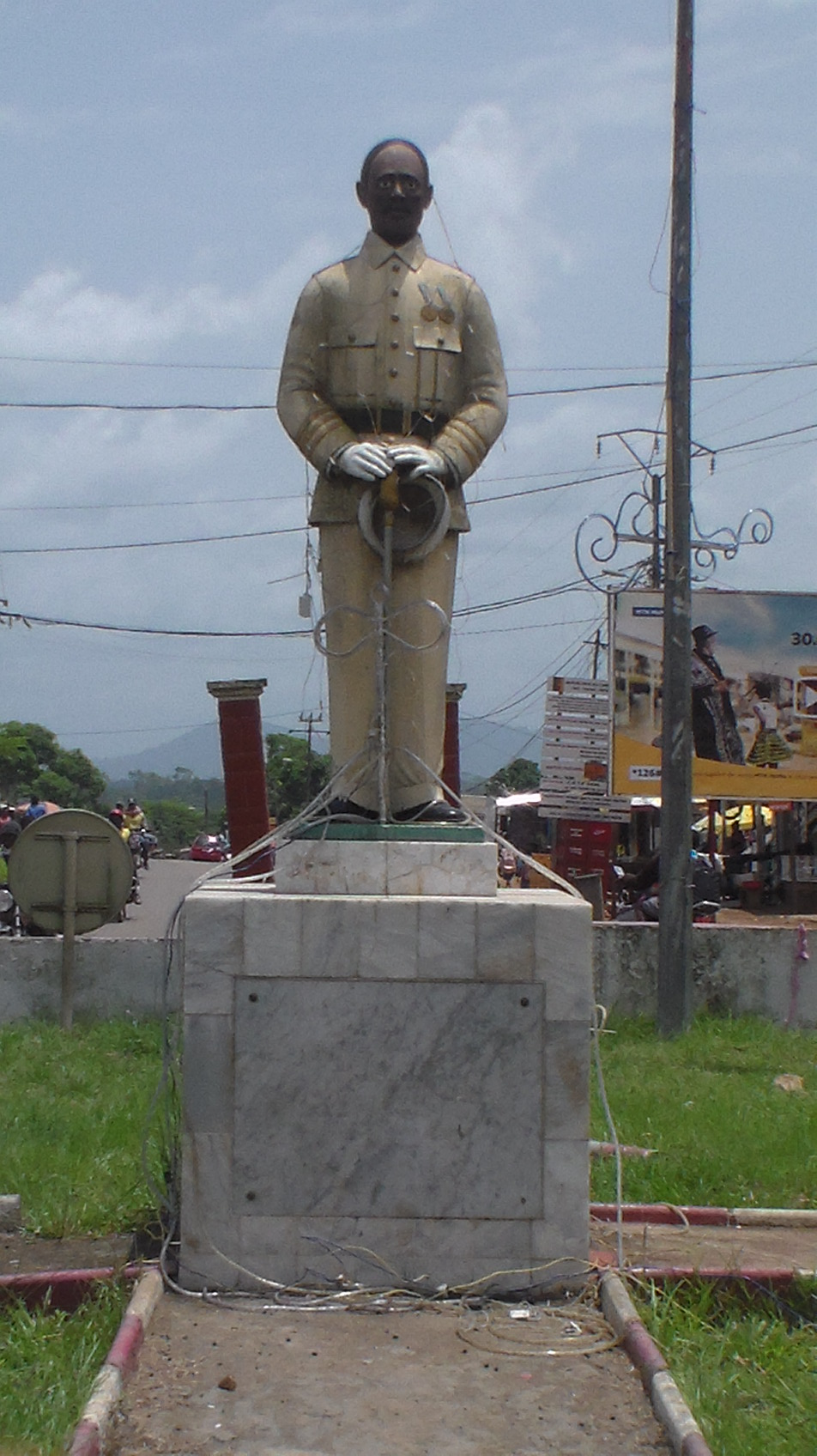
Monument à Ebolowa.

La vue de Samba a lentement changé concernant les Allemands. Il s'est révolté contre les mauvais traitements infligés par les colons aux femmes et aux enfants bulu. La nomination en 1911 de Karl Atangana comme chef suprême des Ewondo et de Bane inquiète Samba, qui a le sentiment que les Allemands favorisent les Ewondo plutôt que les Bulu, ce qui donne aux Ewondo l'avantage dans la longue rivalité entre les groupes ethniques. Il commence à entretenir des notions d'être un grand nationaliste et d'unir tous le Kamerun. Pendant ce temps, Samba est devenu un chef de la hiérarchie Bulu en 1910. 
En 1912, Samba commence à planifier activement un soulèvement . Il entre en correspondance avec Rudolf Douala Manga Bell, un leader du même groupe ethnique Duala. Les deux hommes ont décidé de demander l'aide des ennemis de l'Allemagne, Samba pour contacter les Français et Manga Bell des Britanniques. 
Pendant ce temps, Samba a commencé à former des guerriers Bulu à des tactiques à utiliser contre l'armée allemande. Il a obtenu le soutien d'autres dirigeants du sud du Cameroun, notamment Madola du Batanga et Edande Mbita. Les rebelles ont stocké des armes et des munitions. Samba a même demandé des armes aux Allemands eux-mêmes, apparemment pour conjurer les troubles d'Ewondo qui avaient conduit à des soulèvements au nord du pays Bulu. 
Un informateur Bulu a alerté les Allemands des plans de Samba. En juillet 1914, les forces coloniales étaient suffisamment méfiantes pour fouiller son domicile, où elles trouvèrent de nombreux reçus d'achat d'armes auprès de fournisseurs britanniques et français . Au début de la Première Guerre mondiale en 1914, Samba a envoyé une lettre aux forces françaises à Brazzaville indiquant son intention de se rebeller et demandant de l'aide contre les Allemands. Les forces coloniales ont intercepté la correspondance. Samba est arrêté le 1er août 1914 et inculpé de haute trahison. Ses collaborateurs, Madola, Edande Mbita et d'autres, ont également été arrêtés lorsque des stocks d'armes ont été trouvés chez eux. Les hommes sont jugés par un tribunal militaire. Tous sont reconnus coupables. Le 8 août 1914, Samba et ses collaborateurs sont exécutés par un peloton d'exécution.